# Autopsie psihologică
Autopsia psihologică este o evaluare post-mortem făcută de către experți (psihiatri sau psihologi)persoanelor care s-a sinucis. În cadrul acestei tehnici, sunt obținute informații de la anturaj, colegi și familie. 